# Ruisseau Bignell (vattendrag i Kanada, lat 48,39, long -75,43)
Ruisseau Bignell är ett vattendrag i Kanada.   Det ligger i provinsen Québec, i den sydöstra delen av landet, 300 km norr om huvudstaden Ottawa.
I omgivningarna runt Ruisseau Bignell växer i huvudsak blandskog. Trakten runt Ruisseau Bignell är nära nog obefolkad, med mindre än två invånare per kvadratkilometer.